# Consent to Treatment
Consent to Treatment è il secondo album in studio del gruppo musicale alternative rock statunitense Blue October, pubblicato nel 2000.

## Tracce
1. Retarded Disfigured Clown (Intro) - 0:42
2. Independently Happy - 4:55
3. James - 4:29
4. HRSA - 3:33
5. Breakfast After 10 - 4:28
6. Balance Beam - 3:50
7. Holler - 3:23
8. Schizophrenia - 3:54
9. Drop - 4:35
10. Conversation Via Radio (Do You Ever Wonder) - 4:03
11. Angel - 5:05
12. Libby I'm Listening - 3:31
13. Amnesia - 3:55
14. The Answer - 6:11

## Formazione
- Justin Furstenfeld - voce, chitarra
- Bran Coulter - chitarra
- Jeremy Furstenfeld - batteria
- George Winston - piano
- Eric Gorfain - violino
- Matt Noveskey - basso, chitarre, cori
- Blue Miller - voce
- Jane Scarpantoni - violoncello
- Ryan Smith - cori